# ایرج هندسی
ایرج هندسی گوران (۱۳۰۶ در قصر شیرین - ۱۴۰۰ در کرمانشاه) روزنامه‌نگار، شاعر، عکاس، نقاش و فعال سیاسی کُرد اهل ایران بود.

## زندگی
ایرج هندسی گوران در سال ۱۳۰۶ خورشیدی (در شناسنامه ۱۳۰۷ ثبت شده‌است) و به خاطر مأموریت کاری پدرش و سکونت خانواده‌اش در شهر قصر شیرین به دنیا آمد. پدرش حسینعلی‌خان هندسی گوران بنیانگذار اولین مدرسه کرمانشاه به نام محتشمیه و اداره معارف در محله چنانی در سال ۱۲۷۸ خورشیدی بود که با روی کار آمدن عبدالحسین میرزا فرمانفرما به جرم آزادی‌خواهی و حمایت از فرقۀ دمکرات مدرسه‌اش تعطیل و متواری گردید. پنج ساله بود که پدرش را از دست داد. دوره دبیرستان را در مدرسه شاهپور گذراند و آنجا موم و نقاشی رنگ‌روغن را تعلیم می‌بیند. او خبرنگاری و تندنویسی را تجربه کرد. نوشته‌های اجتماعی ایرج هندسی در سال ۱۳۲۹ در روزنامه طوفان غرب به مدیریت حسن خراسانی و سردبیری رکن‌الدین حجتی نشان از علاقۀ او به نوشتن می‌دهد. از دوران جوانی شروع به روزنامه‌نگاری، کارهای هنری و نقاشی کرد. در اوج دوران ملی شدن صنعت نفت در هفت روزنامۀ کرمانشاه که به طرفداران مصدق تعلق داشتند مطلب می‌نوشت و از جبهه ملی ایران و محمد مصدق طرفداری می‌کرد. در سال ۱۳۳۰ به جرم نشر اوراق جبهه ملی دستگیر و ۳۸ روز زندانی شد. هندسی آثار نقاشی‌های خود را در سال ۱۳۶۵ در تالار شهرداری کرمانشاه به نمایش عموم گذاشت که بیشتر آثار او به خاطر علاقه‌ای که به زادگاهش داشت به پرتره‌هایی از بزرگان و مشاهیر کرمانشاه اختصاص داشت. علاقۀ وی به روزنامه‌نگاری و نقاشی در ۷۰ سال کاری او را به یکی از چهره‌های پیشکسوت در این عرصه تبدیل کرد. وی مؤسس «انجمن هنرهای تجسمی کرمانشاه» نیز بود.

## درگذشت
ایرج هندسی گوران شاعر، عکاس، نقاش، فعال سیاسی در ۱ بهمن ۱۴۰۰ درگذشت. در هنگام فوت از وی با عنوان «قدیمی‌ترین روزنامه‌نگار کرمانشاهی» یاد می‌شد.